# イゲラ
イゲラ（ラ・イゲーラ、La Higuera、スペイン語で「イチジクの木」の意）は、ボリビアの小さな村。サンタ・クルス県にあり、サンタ・クルス・デ・ラ・シエラから南西に150kmほど離れた場所にある。チェ・ゲバラが殺害された村として有名である。

## 概要

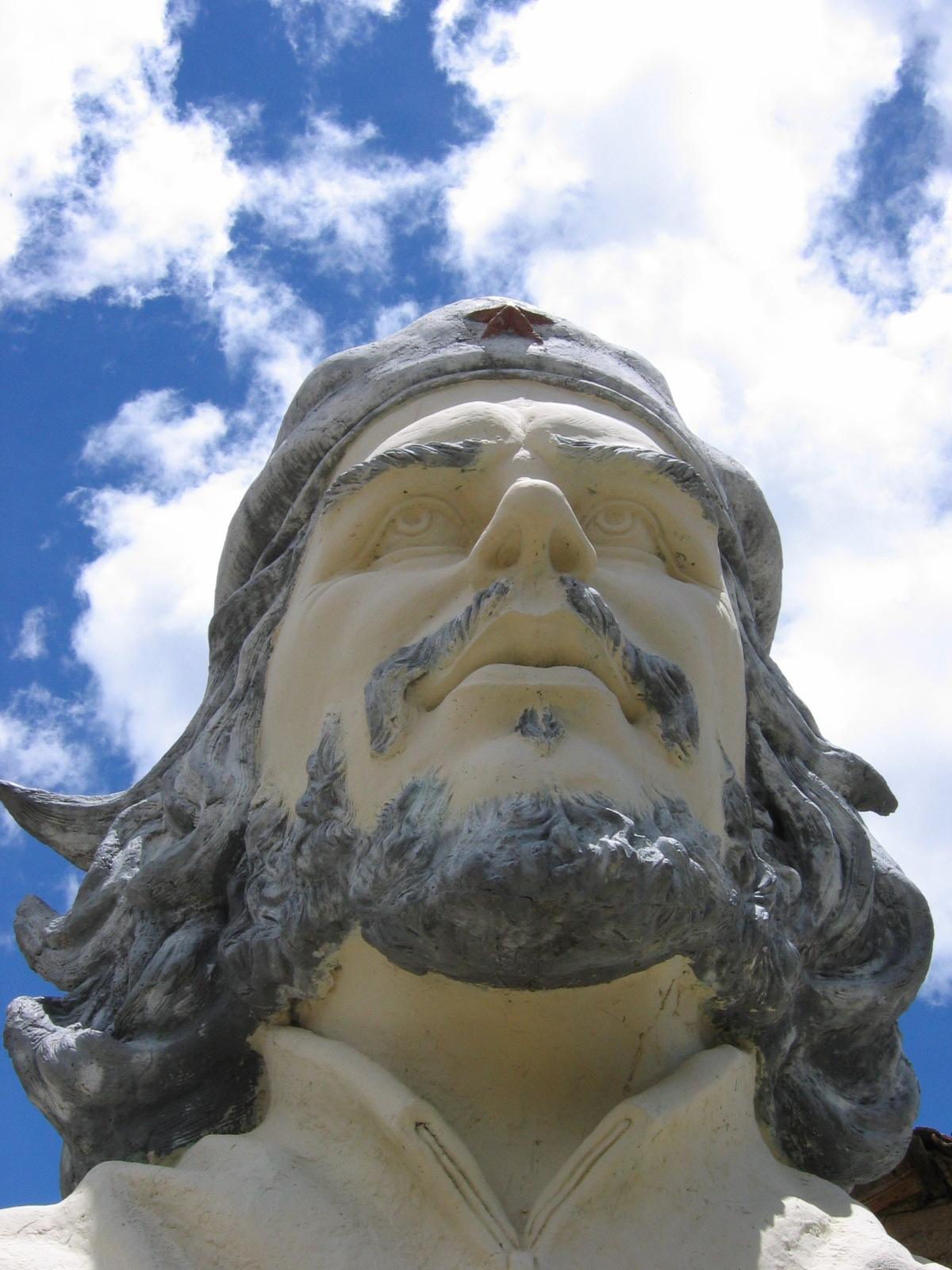
村の広場にあるチェ・ゲバラ像

標高は1,950m。2001年の国勢調査によると人口は119名でその多くがグアラニー族である。行政区分としてはプカラ (Pucará)郡に属する。
1967年10月8日、アルゼンチン生まれの革命家であるチェ・ゲバラがボリビア軍により脹脛を打ち抜かれ、捕縛されたのが、この村のすぐ近くのチュロ渓谷 (Quebrada del Churo)であった。これにより、南米に社会主義の革命の波をもたらそうとする、彼の指導的な立場は終わりを告げた。チェ・ゲバラは学校に連れ込まれ、翌日殺害された。遺体はバジェグランデに運ばれ、しばらく晒しものにされた後、密かに滑走路に埋められた。1997年に、ゲバラの遺骨が掘り返され、キューバに返還された。
チェの胸像と、前述の学校内の展示物が、この村の主な観光ポイントとなっており、世界中から観光客が訪れている。2004年に制定された「チェの足跡」(Ruta del Che)の最終地点である。